# Magritte/Beste Nebendarstellerin

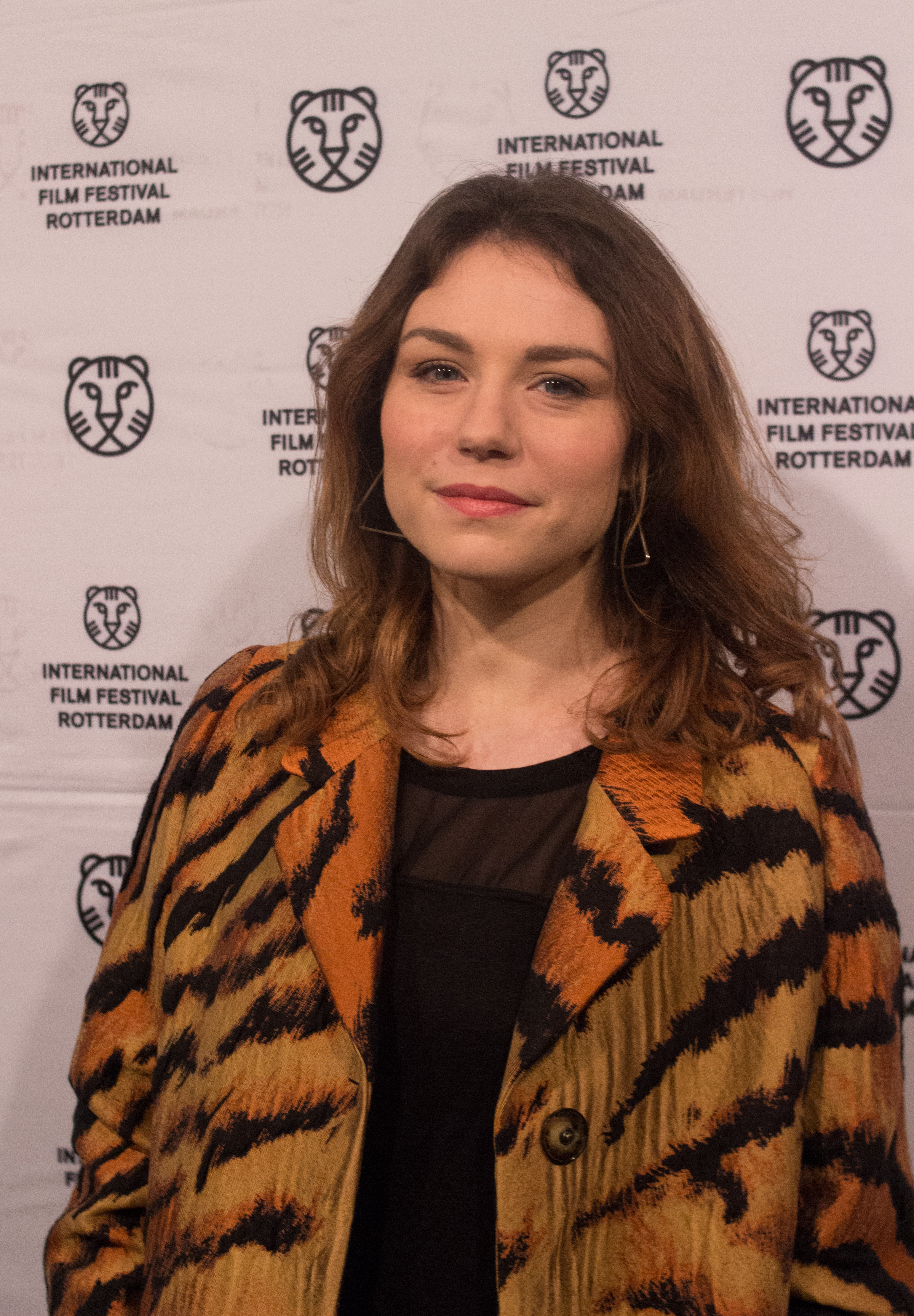
Die Preisträgerin von 2023: Émilie Dequenne

Gewinnerinnen und Nominierte des belgischen Filmpreises Magritte in der Kategorie Beste Nebendarstellerin (Meilleure actrice dans un second rôle) seit der ersten Verleihung im Jahr 2011. Ausgezeichnet werden die besten Schauspielerinnen in Nebenrollen einheimischer Filmproduktionen des vergangenen Kinojahres.
| Statistik                          | Name            | Anzahl | Jahr                           |
| ---------------------------------- | --------------- | ------ | ------------------------------ |
| Häufigste Auszeichnungen           | Catherine Salée | 2      | 2014, 2017                     |
| Häufigste Nominierungen (* = Sieg) | Yolande Moreau  | 5      | 2011, 2013*, 2016, 2018, 2020  |
| Häufigste Nominierungen (* = Sieg) | Catherine Salée | 5      | 2013, 2014*, 2015, 2017*, 2025 |
| Häufigste Nominierungen ohne Sieg  | Claire Bodson   | 4      | 2011, 2020, 2022, 2025         |

Die unten aufgeführten Filme werden mit ihrem deutschen Verleihtitel (sofern vorhanden) angegeben. Danach folgt in Klammern und in kursiver Schrift der Originaltitel. Vorn steht der Name der Schauspielerin.

## 2010er Jahre
2011
Christelle Cornil – Illegal (Illégal)
- Sandrine Blancke – Sœur Sourire – Die singende Nonne (Sœur Sourire)
- Claire Bodson – Privatunterricht (Élève libre)
- Yolande Moreau – Gainsbourg – Der Mann, der die Frauen liebte (Gainsbourg, vie héroïque)

2012
Gwen Berrou – Kleine Riesen (Les Géants)
- Virginie Efira – Kill Me Please
- Tania Garbarski – Vertraute Fremde (Quartier lointain)
- Marie Kremer – Légitime défense

2013
Yolande Moreau – Camille – Verliebt nochmal! (Camille redouble)
- Stéphane Bissot – À perdre la raison
- Natacha Régnier – 38 témoins
- Catherine Salée – Mobile Home

2014
Catherine Salée – Blau ist eine warme Farbe (La Vie d’Adèle)
- Dominique Baeyens – In the Name of the Son (Au nom du fils)
- Christelle Cornil – Landes
- Nicole Shirer – BXL/USA

2015
Lubna Azabal – La Marche
- Anne Coesens – Nicht mein Typ (Pas son genre)
- Christelle Cornil – Zwei Tage, eine Nacht (Deux jours, une nuit)
- Catherine Salée – Zwei Tage, eine Nacht (Deux jours, une nuit)

2016
Anne Coesens – Alle Katzen sind grau (Tous les chats sont gris)
- Yolande Moreau – Das brandneue Testament (Le Tout nouveau testament)
- Helena Noguerra – Alleluia – Ein mörderisches Paar (Alleluia)
- Babetida Sadjo – Waste Land

2017
Catherine Salée – Keeper
- Anne Coesens – La Taularde
- Virginie Efira – Elle
- Julienne Goeffers – Parasol – Mallorca im Schatten (Parasol)

2018
Aurora Marion – Noces
- Lucie Debay – Die Beichte (La Confession)
- Isabelle de Hertogh – Die Frau aus Brest (La Fille de Brest)
- Yolande Moreau – Ein Leben (Une vie)

2019
Lucie Debay – Unsere Kämpfe (Nos batailles)
- Tania Garbarski – Es war einmal in Deutschland …
- Salomé Richard – La Part sauvage
- Erika Sainte – Une part d’ombre

## 2020er Jahre
2020
Myriem Akheddiou – Young Ahmed (Le Jeune Ahmed)
- Claire Bodson – Young Ahmed (Le Jeune Ahmed)
- Stéphanie Crayencour – Emma Peeters
- Yolande Moreau – Cleo

2021
nicht vergeben

2022
Laura Verlinden – Un monde
- Myriem Akheddiou – Titane
- Claire Bodson – Mother Schmuckers (Fils de plouc)
- Émilie Dequenne – Leichter gesagt als getan (Les Choses qu’on dit, les choses qu’on fait)

2023
Émilie Dequenne – Close
- Veerle Baetens – À l’ombre des filles
- Anne Coesens – À la folie
- Mara Taquin – Zero Fucks Given – Lebe den Tag, liebe das Leben (Rien à foutre)

2024
Sandrine Blancke – Dalva

Yves-Marina Gnahoua – Omen (Augure)
- Myriem Akheddiou – 16 ans
- Lucie Debay – Omen (Augure)

2025
Louise Manteau – Il pleut dans la maison
- Claire Bodson – Julie bleibt still (Julie zwijgt)
- Lucie Debay – Les Poings serrés
- Catherine Salée – Amal